# Herpetogramma phthorosticta
Herpetogramma phthorosticta là một loài bướm đêm trong họ Crambidae.